# PNU-181731
PNU-181731是一种含氮有机化合物，分子式C
12H
14N
2，属于异色胺衍生物，能作为5-HT2血清素受體激动剂。